# Чемпионат России по лёгкой атлетике 1993
Открытый чемпионат России по лёгкой атлетике 1993 года прошёл 18—20 июня в Москве на стадионе «Локомотив». Соревнования являлись отборочными в сборную России на чемпионат мира, прошедший 13—22 августа в немецком Штутгарте. Наряду с российскими легкоатлетами в чемпионате принимали участие спортсмены из ближнего зарубежья. На протяжении 3 дней был разыгран 41 комплект медалей.
В течение 1993 года в различных городах были проведены также чемпионаты России в отдельных дисциплинах лёгкой атлетики:
- 31 января — открытый чемпионат России по кроссу (Кисловодск)
- 14 февраля — открытый зимний чемпионат России по спортивной ходьбе (Адлер)
- 20 февраля — открытый зимний чемпионат России по длинным метаниям (Краснодар)
- 25 апреля — открытый чемпионат России по марафону (Калининград)
- 8 мая — чемпионат России по бегу на 100 км (Москва)
- 5—6 июня — открытый чемпионат России по спортивной ходьбе (Чебоксары)
- 12 июня — чемпионат России в беге на 10 000 метров (Москва)
- 4 сентября — открытый чемпионат России по полумарафону (Москва)

## Медалисты

### Мужчины
| Дисциплина                          | Золото                                                                           | Золото             | Серебро                                                                            | Серебро            | Бронза                                                                                 | Бронза             |
| ----------------------------------- | -------------------------------------------------------------------------------- | ------------------ | ---------------------------------------------------------------------------------- | ------------------ | -------------------------------------------------------------------------------------- | ------------------ |
| 100 м (ветер: +0,5 м/с)             | Александр Порхомовский Москва                                                    | 10,28              | Павел Галкин Самарская область                                                     | 10,31              | Эдвин Иванов Москва                                                                    | 10,39              |
| 200 м (ветер: −1,8 м/с)             | Олег Фатун Ростовская область                                                    | 20,98              | Эдвин Иванов Москва                                                                | 21,07              | Андрей Федорив Москва                                                                  | 21,08              |
| 400 м                               | Дмитрий Косов Приморский край                                                    | 45,80              | Иннокентий Жаров Санкт-Петербург                                                   | 45,88              | Михаил Вдовин Пензенская область                                                       | 45,89              |
| 800 м                               | Алексей Олейников Ставропольский край                                            | 1.47,09            | Владимир Граудынь Москва                                                           | 1.47,61            | Сергей Кожевников Рязанская область                                                    | 1.47,85            |
| 1500 м                              | Сергей Мельников Ярославская область                                             | 3.42,15            | Вячеслав Шабунин Москва                                                            | 3.42,45            | Владимир Колпаков Челябинская область                                                  | 3.43,10            |
| 5000 м                              | Андрей Тихонов Кемеровская область                                               | 13.47,67           | Олег Стрижаков Воронежская область                                                 | 13.48,52           | Фарид Хайруллин Москва                                                                 | 13.49,58           |
| 3000 м с препятствиями              | Владимир Пронин Москва                                                           | 8.33,73            | Владимир Голяс Пензенская область                                                  | 8.33,96            | Геннадий Панин Татарстан                                                               | 8.39,00            |
| 110 м с барьерами (ветер: +0,3 м/с) | Игорь Казанов Латвия                                                             | 13,40              | Владимир Шишкин Нижегородская область                                              | 13,54              | Сергей Усов Белоруссия                                                                 | 13,66              |
| 400 м с барьерами                   | Александр Беликов Ставропольский край                                            | 50,27              | Андрей Боровиков Кемеровская область                                               | 50,67              | Руслан Мащенко Воронежская область                                                     | 51,11              |
| Прыжок в высоту                     | Алексей Емелин Москва                                                            | 2,28 м             | Константин Галкин Санкт-Петербург                                                  | 2,23 м             | Константин Исаев Рязанская область                                                     | 2,23 м             |
| Прыжок с шестом                     | Денис Петушинский Новосибирская область                                          | 5,80 м             | Максим Тарасов Ярославская область                                                 | 5,80 м             | Игорь Транденков Санкт-Петербург                                                       | 5,80 м             |
| Прыжок в длину                      | Станислав Тарасенко Ростовская область                                           | 8,08 м (+0,9 м/с)  | Владлен Капустянский Санкт-Петербург                                               | 7,96 м (−0,2 м/с)  | Вячеслав Бордуков Санкт-Петербург                                                      | 7,81 м (+0,4 м/с)  |
| Тройной прыжок                      | Василий Соков Московская область                                                 | 17,59 м (+0,3 м/с) | Леонид Волошин Краснодарский край                                                  | 17,56 м (−0,4 м/с) | Денис Капустин Татарстан                                                               | 17,18 м (−0,7 м/с) |
| Толкание ядра                       | Евгений Пальчиков Иркутская область                                              | 20,16 м            | Сергей Николаев Санкт-Петербург                                                    | 19,74 м            | Сергей Смирнов Санкт-Петербург                                                         | 19,66 м            |
| Метание диска                       | Дмитрий Шевченко Краснодарский край                                              | 65,20 м            | Вячеслав Демаков Челябинская область                                               | 62,86 м            | Сергей Ляхов Москва                                                                    | 62,64 м            |
| Метание молота                      | Сергей Литвинов Ростовская область                                               | 82,00 м            | Василий Сидоренко Волгоградская область                                            | 80,04 м            | Александр Селезнёв Смоленская область                                                  | 79,88 м            |
| Метание копья                       | Юрий Рыбин Липецкая область                                                      | 81,30 м            | Владимир Овчинников Волгоградская область                                          | 81,28 м            | Алексей Щепин Московская область                                                       | 80,18 м            |
| Десятиборье                         | Андрей Коцюбенко Иркутская область                                               | 7886 очков         | Андрей Чернявский Новосибирская область                                            | 7732 очка          | Александр Димов Санкт-Петербург                                                        | 7493 очка          |
| Эстафета 4×100 м                    | Москва Дмитрий Бартенев Эдвин Иванов Андрей Федорив Александр Порхомовский       | 39,60              | Казахстан · Олег Кондратюк · Виктор Зябкин · Владимир Глушков · Алексей Мартыненко | 40,09              | не вручалась                                                                           |                    |
| Эстафета 4×400 м                    | Санкт-Петербург Иннокентий Жаров Александр Багаев Роман Рославцев Дмитрий Клигер | 3.06,39            | Россия · Василий Антонов · Сергей Воронин · Андрей Иноземцев · Александр Иванов    | 3.08,37            | Саратовская область Виталий Погорельцев Сергей Леонтьев Владимир Просин Алексей Галкин | 3.13,91            |

### Женщины
| Дисциплина                          | Золото                                                                       | Золото             | Серебро                                                                              | Серебро            | Бронза                                   | Бронза             |
| ----------------------------------- | ---------------------------------------------------------------------------- | ------------------ | ------------------------------------------------------------------------------------ | ------------------ | ---------------------------------------- | ------------------ |
| 100 м (ветер: −1,3 м/с)             | Наталья Воронова Москва                                                      | 11,21              | Ольга Богословская Москва                                                            | 11,45              | Марина Транденкова Санкт-Петербург       | 11,45              |
| 200 м (ветер: −0,6 м/с)             | Ирина Привалова Москва                                                       | 22,50              | Наталья Воронова Москва                                                              | 22,69              | Марина Транденкова Санкт-Петербург       | 23,07              |
| 400 м                               | Елена Рузина Воронежская область                                             | 51,35              | Татьяна Алексеева Новосибирская область                                              | 51,54              | Елена Голешева Москва                    | 51,89              |
| 800 м                               | Любовь Гурина Кировская область                                              | 1.58,89            | Лилия Нурутдинова Татарстан                                                          | 1.59,24            | Елена Афанасьева Московская область      | 2.00,38            |
| 1500 м                              | Людмила Рогачёва Ставропольский край                                         | 4.05,77            | Вера Чувашёва Курганская область                                                     | 4.05,98            | Любовь Кремлёва Московская область       | 4.06,07            |
| 3000 м                              | Елена Романова Волгоградская область                                         | 8.58,75            | Людмила Борисова Санкт-Петербург                                                     | 8.59,51            | Елена Копытова Курганская область        | 8.59,84            |
| 5000 м                              | Татьяна Пентукова Ростовская область                                         | 15.48,15           | Маргарита Марусова Санкт-Петербург                                                   | 16.01,72           | Любовь Фёдорова Башкортостан             | 16.10,10           |
| 2000 м с препятствиями              | Светлана Рогова Кабардино-Балкария                                           | 6.17,42            | Людмила Куропаткина Ярославская область                                              | 6.25,06            | Елена Волобуева Курская область          | 6.35,45            |
| 100 м с барьерами (ветер: −0,9 м/с) | Марина Азябина Удмуртия                                                      | 12,69              | Ева Соколова Санкт-Петербург                                                         | 12,86              | Елизавета Чернышёва Свердловская область | 13,36              |
| 400 м с барьерами                   | Анна Кнороз Санкт-Петербург                                                  | 54,67              | Ольга Назарова Санкт-Петербург                                                       | 55,08              | Наталья Торшина Казахстан                | 55,77              |
| Прыжок в высоту                     | Елена Топчина Санкт-Петербург                                                | 1,94 м             | Евгения Жданова Свердловская область                                                 | 1,94 м             | Татьяна Моткова Ярославская область      | 1,91 м             |
| Прыжок с шестом                     | Светлана Абрамова Москва                                                     | 3,80 м             | Галина Енваренко Краснодарский край                                                  | 3,80 м             | Марина Андреева Краснодарский край       | 3,40 м             |
| Прыжок в длину                      | Елена Синчукова Москва                                                       | 6,79 м (+1,3 м/с)  | Людмила Галкина Саратовская область                                                  | 6,75 м (+0,9 м/с)  | Анна Бирюкова Москва                     | 6,73 м (+1,0 м/с)  |
| Тройной прыжок                      | Иоланда Чен Москва                                                           | 14,97 м (+0,9 м/с) | Инна Ласовская Москва                                                                | 14,68 м (+0,9 м/с) | Анна Бирюкова Москва                     | 14,60 м (+0,9 м/с) |
| Толкание ядра                       | Анна Романова Брянская область                                               | 20,19 м            | Светлана Кривелёва Московская область                                                | 19,55 м            | Лариса Пелешенко Санкт-Петербург         | 18,91 м            |
| Метание диска                       | Лариса Короткевич Краснодарский край                                         | 67,52 м            | Ольга Бурова Волгоградская область                                                   | 64,68 м            | Антонина Патока Санкт-Петербург          | 61,70 м            |
| Метание молота                      | Ольга Кузенкова Смоленская область                                           | 60,34 м            | Виктория Полянская Санкт-Петербург                                                   | 57,02 м            | Татьяна Константинова Смоленская область | 54,70 м            |
| Метание копья                       | Екатерина Ивакина Санкт-Петербург                                            | 65,36 м            | Светлана Титова Владимирская область                                                 | 61,38 м            | Елена Медведева Москва                   | 61,08 м            |
| Семиборье                           | Татьяна Блохина Санкт-Петербург                                              | 6605 очков         | Лариса Никитина Москва                                                               | 6415 очков         | Татьяна Журавлёва Ставропольский край    | 6369 очков         |
| Эстафета 4×100 м                    | Брянская область Наталья Цацурина Людмила Соколова Л. Савинова Елена Кузина  | 46,19              | Ярославская область Ирина Пивентьева Оксана Хрескина Любовь Прыткова Елена Федорович | 47,66              | не вручалась                             |                    |
| Эстафета 4×400 м                    | Санкт-Петербург Ольга Назарова Анна Кнороз Юлия Тарасенко Екатерина Куликова | 3.32,68            | Пермская область                                                                     | 3.35,36            | Сибирь                                   | 3.35,89            |

## Открытый чемпионат России по кроссу
Открытый чемпионат России по кроссу состоялся 31 января 1993 года в Кисловодске, Ставропольский край.

### Мужчины
| Дисциплина     | Золото                             | Золото | Серебро                          | Серебро | Бронза                    | Бронза |
| -------------- | ---------------------------------- | ------ | -------------------------------- | ------- | ------------------------- | ------ |
| Кросс 11,34 км | Олег Стрижаков Воронежская область | 37.07  | Андрей Усачёв Ивановская область | 37.15   | Геннадий Темников Бурятия | 37.16  |

### Женщины
| Дисциплина     | Золото                               | Золото | Серебро                                | Серебро | Бронза                            | Бронза |
| -------------- | ------------------------------------ | ------ | -------------------------------------- | ------- | --------------------------------- | ------ |
| Кросс 4,725 км | Ольга Чурбанова Свердловская область | 16.53  | Ольга Бондаренко Волгоградская область | 16.54   | Елена Копытова Курганская область | 16.56  |

## Открытый зимний чемпионат России по спортивной ходьбе
Открытый зимний чемпионат России по спортивной ходьбе 1993 прошёл 14 февраля в Адлере.

### Мужчины
| Дисциплина      | Золото                                | Золото  | Серебро                            | Серебро | Бронза                                | Бронза  |
| --------------- | ------------------------------------- | ------- | ---------------------------------- | ------- | ------------------------------------- | ------- |
| Ходьба на 20 км | Дмитрий Дольников Челябинская область | 1:19.41 | Николай Матюхин Московская область | 1:19.43 | Владимир Андреев Чувашия              | 1:19.43 |
| Ходьба на 30 км | Александр Поташёв Белоруссия          | 2:04.00 | Виктор Гинько Белоруссия           | 2:05.36 | Андрей Плотников Владимирская область | 2:05.53 |

### Женщины
| Дисциплина      | Золото                   | Золото | Серебро                         | Серебро | Бронза                  | Бронза |
| --------------- | ------------------------ | ------ | ------------------------------- | ------- | ----------------------- | ------ |
| Ходьба на 10 км | Елена Аршинцева Мордовия | 42.03  | Елена Сайко Челябинская область | 42.04   | Елена Грузинова Чувашия | 42.34  |

## Открытый зимний чемпионат России по длинным метаниям
Открытый зимний чемпионат России по длинным метаниям 1993 прошёл 20 февраля в Краснодаре.

### Мужчины
| Дисциплина     | Золото                            | Золото  | Серебро                                 | Серебро | Бронза                                    | Бронза  |
| -------------- | --------------------------------- | ------- | --------------------------------------- | ------- | ----------------------------------------- | ------- |
| Метание диска  | Сергей Ляхов Москва               | 58,62 м | Игорь Дугинец Санкт-Петербург           | 58,32 м | Вячеслав Демаков Челябинская область      | 58,20 м |
| Метание молота | Сергей Кирмасов Орловская область | 77,34 м | Василий Сидоренко Волгоградская область | 76,14 м | Александр Селезнёв Смоленская область     | 75,76 м |
| Метание копья  | Владимир Парфёнов Узбекистан      | 77,66 м | Андрей Моруев Москва                    | 77,54 м | Владимир Овчинников Волгоградская область | 76,66 м |

### Женщины
| Дисциплина     | Золото                             | Золото  | Серебро                              | Серебро | Бронза                                   | Бронза  |
| -------------- | ---------------------------------- | ------- | ------------------------------------ | ------- | ---------------------------------------- | ------- |
| Метание диска  | Ольга Бурова Волгоградская область | 63,18 м | Лариса Короткевич Краснодарский край | 62,64 м | Антонина Патока Санкт-Петербург          | 55,08 м |
| Метание молота | Ольга Кузенкова Смоленская область | 64,64 м | Светлана Судак Белоруссия            | 59,60 м | Татьяна Константинова Смоленская область | 56,00 м |
| Метание копья  | Наталья Шиколенко Белоруссия       | 65,36 м | Елена Медведева Москва               | 64,54 м | Екатерина Ивакина Санкт-Петербург        | 64,30 м |

## Открытый чемпионат России по марафону
Открытый чемпионат России по марафону 1993 состоялся 25 апреля в Калининграде.

### Мужчины
| Дисциплина | Золото                         | Золото  | Серебро                          | Серебро | Бронза                         | Бронза  |
| ---------- | ------------------------------ | ------- | -------------------------------- | ------- | ------------------------------ | ------- |
| Марафон    | Андрей Тарасов Санкт-Петербург | 2:12.56 | Николай Плыкин Самарская область | 2:14.53 | Владимир Фомин Томская область | 2:15.56 |

### Женщины
| Дисциплина | Золото                    | Золото  | Серебро                        | Серебро | Бронза                  | Бронза  |
| ---------- | ------------------------- | ------- | ------------------------------ | ------- | ----------------------- | ------- |
| Марафон    | Фирая Султанова Татарстан | 2:32.11 | Ольга Мичурина Санкт-Петербург | 2:35.55 | Зинаида Семёнова Москва | 2:37.20 |

## Чемпионат России по бегу на 100 км
Чемпионат России по бегу на 100 километров прошёл 8 мая в Москве в рамках международного пробега «Кусково-93». Константин Санталов выиграл чемпионат с результатом, превышающим мировой рекорд — 6:15.18, но впоследствии результат так и не был ратифицирован международной ассоциацией из-за несертифицированной трассы.

### Мужчины
| Дисциплина | Золото                                 | Золото  | Серебро            | Серебро | Бронза                             | Бронза  |
| ---------- | -------------------------------------- | ------- | ------------------ | ------- | ---------------------------------- | ------- |
| 100 км     | Константин Санталов Московская область | 6:15.18 | Игорь Рябов Москва | 6:39.42 | Евгений Карнаухов Липецкая область | 6:42.39 |

### Женщины
| Дисциплина | Золото                   | Золото  | Серебро                               | Серебро | Бронза                   | Бронза  |
| ---------- | ------------------------ | ------- | ------------------------------------- | ------- | ------------------------ | ------- |
| 100 км     | Елена Маськина Татарстан | 7:44.30 | Лариса Головачёва Саратовская область | 8:12.20 | Мария Островская Украина | 8:31.44 |

## Открытый чемпионат России по спортивной ходьбе
Открытый чемпионат России по спортивной ходьбе 1993 прошёл 5—6 июня в Чебоксарах.

### Мужчины
| Дисциплина      | Золото                   | Золото  | Серебро                             | Серебро | Бронза                             | Бронза  |
| --------------- | ------------------------ | ------- | ----------------------------------- | ------- | ---------------------------------- | ------- |
| Ходьба на 20 км | Владимир Андреев Чувашия | 1:20.44 | Григорий Корнев Кемеровская область | 1:20.55 | Андрей Макаров Челябинская область | 1:21.33 |
| Ходьба на 50 км | Даниэль Гарсия Мексика   | 3:53.23 | Сергей Корепанов Казахстан          | 3:55.32 | Герман Скурыгин Удмуртия           | 3:56.19 |

### Женщины
| Дисциплина      | Золото                   | Золото | Серебро                         | Серебро | Бронза                     | Бронза |
| --------------- | ------------------------ | ------ | ------------------------------- | ------- | -------------------------- | ------ |
| Ходьба на 10 км | Елена Аршинцева Мордовия | 43.11  | Елена Сайко Челябинская область | 43.36   | Лариса Рамазанова Мордовия | 43.58  |

## Чемпионат России по бегу на 10 000 метров
Чемпионат России по бегу на 10 000 метров прошёл 12 июня в Москве на стадионе «Локомотив» в рамках международного турнира Мемориал братьев Знаменских.

### Мужчины
| Дисциплина | Золото                    | Золото   | Серебро                | Серебро  | Бронза                             | Бронза   |
| ---------- | ------------------------- | -------- | ---------------------- | -------- | ---------------------------------- | -------- |
| 10 000 м   | Геннадий Темников Бурятия | 28.40,27 | Сергей Федотов Бурятия | 28.48,44 | Сергей Смирнов Ярославская область | 28.54,59 |

### Женщины
| Дисциплина | Золото                                 | Золото   | Серебро                       | Серебро  | Бронза                            | Бронза   |
| ---------- | -------------------------------------- | -------- | ----------------------------- | -------- | --------------------------------- | -------- |
| 10 000 м   | Ольга Бондаренко Волгоградская область | 32.02,44 | Людмила Матвеева Башкортостан | 32.43,46 | Виктория Ненашева Санкт-Петербург | 32.51,95 |

## Открытый чемпионат России по полумарафону
Открытый чемпионат России по полумарафону 1993 состоялся 4 сентября в Москве.

### Мужчины
| Дисциплина  | Золото             | Золото  | Серебро                            | Серебро | Бронза                           | Бронза  |
| ----------- | ------------------ | ------- | ---------------------------------- | ------- | -------------------------------- | ------- |
| Полумарафон | Юрий Чижов Бурятия | 1:03.33 | Сергей Струганов Иркутская область | 1:03.38 | Владимир Епанов Пермская область | 1:03.52 |

### Женщины
| Дисциплина  | Золото                         | Золото  | Серебро                     | Серебро | Бронза                                 | Бронза  |
| ----------- | ------------------------------ | ------- | --------------------------- | ------- | -------------------------------------- | ------- |
| Полумарафон | Клара Кашапова Санкт-Петербург | 1:13.34 | Надежда Татаренкова Хакасия | 1:14.53 | Лариса Емельяненко Ставропольский край | 1:15.07 |

## Состав сборной России для участия в чемпионате мира
По итогам чемпионата и с учётом выполнения необходимых нормативов, в состав сборной для участия в чемпионате мира в Штутгарте вошли:
Мужчины
100 м: Александр Порхомовский.

200 м: Олег Фатун, Эдвин Иванов, Андрей Федорив.

Эстафета 4х100 м: Александр Порхомовский, Олег Фатун, Павел Галкин, Эдвин Иванов, Андрей Федорив.

400 м: Дмитрий Головастов.

Эстафета 4х400 м: Дмитрий Косов, Иннокентий Жаров, Михаил Вдовин, Дмитрий Головастов, Дмитрий Клигер.

1500 м: Андрей Логинов — имел освобождение от отбора.

5000 м: Андрей Тихонов.

10 000 м: Олег Стрижаков.

Марафон: Алексей Желонкин, Мухаметхамат Назипов.

3000 м с препятствиями: Владимир Пронин.

110 м с барьерами: Владимир Шишкин, Евгений Печёнкин.

Прыжок в высоту: Алексей Емелин.

Прыжок с шестом: Денис Петушинский, Максим Тарасов, Игорь Транденков.

Прыжок в длину: Станислав Тарасенко, Василий Соков.

Тройной прыжок: Василий Соков, Леонид Волошин, Денис Капустин.

Толкание ядра: Евгений Пальчиков.

Метание диска: Дмитрий Шевченко.

Метание молота: Сергей Литвинов, Василий Сидоренко, Александр Селезнёв.

Метание копья: Юрий Рыбин, Владимир Овчинников.

Ходьба 20 км: Михаил Щенников, Владимир Андреев, Григорий Корнев.

Ходьба 50 км: Валерий Спицын, Вячеслав Смирнов, Герман Скурыгин.
Женщины
100 м: Ирина Привалова — имела освобождение от отбора, Наталья Воронова, Ольга Богословская.

200 м: Галина Мальчугина — имела освобождение от отбора, Ирина Привалова, Наталья Воронова.

Эстафета 4х100 м: Наталья Воронова, Ирина Привалова, Ольга Богословская, Марина Транденкова, Галина Мальчугина.

400 м: Елена Рузина, Татьяна Алексеева.

Эстафета 4х400 м: Елена Рузина, Татьяна Алексеева, Елена Голешева, Вера Сычугова, Ирина Привалова, Маргарита Пономарёва.

800 м: Любовь Гурина, Лилия Нурутдинова, Елена Афанасьева.

1500 м: Людмила Рогачёва, Вера Чувашёва, Любовь Кремлёва.

3000 м: Елена Романова, Людмила Борисова, Елена Копытова.

10 000 м: Виктория Ненашева.

Марафон: Фирая Султанова, Рамиля Бурангулова.

100 м с барьерами: Марина Азябина, Ева Соколова.

400 м с барьерами: Маргарита Пономарёва — имела освобождение от отбора, Анна Кнороз, Ольга Назарова.

Прыжок в высоту: Елена Родина — имела освобождение от отбора, Елена Топчина.

Прыжок в длину: Елена Синчукова, Людмила Галкина, Анна Бирюкова.

Тройной прыжок: Иоланда Чен, Инна Ласовская, Анна Бирюкова.

Толкание ядра: Анна Романова, Светлана Кривелёва, Лариса Пелешенко.

Метание диска: Лариса Короткевич, Ольга Бурова.

Метание копья: Екатерина Ивакина.

Семиборье: Татьяна Блохина, Лариса Никитина, Татьяна Журавлёва.

Ходьба 10 км: Елена Николаева, Елена Аршинцева, Елена Сайко.